# Lechbrücke A 8
Die Lechbrücke A 8 ist eine Autobahnbrücke, die die sechsspurige BAB 8 sowie einen an ihrer Südseite angebrachten Geh- und Radweg zwischen Augsburg und Gersthofen über den Lech führt.

## Beschreibung
Auf den flachgegründeten Widerlagern wurden für jede Richtungsfahrbahn getrennte Überbauten in Form einer Stabbogenbrücke erstellt. Jeder Überbau besteht aus einem stählernen Trägerrost mit einer Stützweite von 109 m im Verbund mit einer Stahlbetonplatte und zwei mit dem Trägerrost verschweißten stählernen, freistehenden Bögen aus luftdicht verschweißten Hohlkästen ohne Windverband. Der Trägerrost ist mit vertikalen Stahlstäben von den Bögen abgehängt. Die Konstruktionshöhe des Fahrbahnträgers beträgt 1,82 m, die Bögen haben eine Pfeilhöhe von 17,55 m.
Der 3 m breite Steg für den Geh- und Radweg ist auf Kragarmen montiert, die aus dem südlichen Trägerrost ragen. Auf den Innenseiten der beiden äußersten Bögen wurden 4 m hohe, transparente Lärmschutzwände angeordnet. Zwischen den beiden inneren Bögen befindet sich eine 5 m hohe, undurchsichtige und hochabsorbierende Lärmschutzwand. Die Richtungsfahrbahnen sind durch Betonschutzwände von der Brückenkonstruktion getrennt.
Auf beiden Seiten führt ein Geh- und Radweg unter der Brücke hindurch. Am südlichen Eck des westlichen Widerlagers wurde ein Pegel angebracht, aus dem ablesbar ist, dass der Lech bei einem Wasserstand von 6 m die Unterkante des Trägerrostes erreichen würde.

## Bauablauf
Ab November 2004 wurde zunächst die Stahlkonstruktion der südlichen Brücke auf dem linken Ufer südlich und parallel zu der bestehenden Brücke hergestellt. Anschließend wurde sie auf Hilfspfeilern über den Fluss geschoben. Danach sollten der Überbau fertiggestellt werden, also die Ortbetonfahrbahnplatte, die Abdichtung, die Kappen und der Fahrbahnbelag eingebaut und alle sonstigen Leistungen ausgeführt werden. Über provisorisch hergestellte Dämme und Fahrbahnen sollte die Brücke so an die Autobahn angeschlossen werden, dass der gesamte Verkehr auf allen vier Fahrspuren über den neuen südlichen Überbau hätte laufen können.
Das Hochwasser vom August 2005 durchkreuzte diese Pläne zunächst. Das provisorische östliche Fundament wurde unterspült, so dass die bereits über den Fluss geschobene Stahlkonstruktion am 23. August um ca. 30 cm absackte und in den Lech zu stürzen drohte. Vorsorglich wurde deshalb der Verkehr auf der dahinterliegenden alten Autobahnbrücke gesperrt, was zu einem Verkehrschaos in der Region führte. Das Fundament konnte stabilisiert und die Sperrung des Verkehrs am folgenden Tag wieder aufgehoben, aber die endgültige Reparatur erst im Dezember 2005 beendet werden.
Nachdem der Verkehr auf die neue Brücke umgeleitet werden konnte, wurden in der zweiten Phase die alte Brücke und ihre Widerlager abgebrochen und die neuen Widerlager für beide Überbauten hergestellt. Die Stahlkonstruktion des neuen nördlichen Überbaus wurde unterdessen am linken Ufer so montiert, dass sie durch Längsverschub in ihre endgültige Lage über dem Fluss gebracht und dort fertiggestellt werden konnte. Außerdem mussten die endgültigen Fahrbahnanschlüsse für beide Brücken vorbereitet werden.
In der dritten Phase wurde der Verkehr mit seinen vier Fahrspuren über die neue nördliche Brücke geführt, die südliche Brücke 23 m weit seitlich nach Norden neben die nördliche Brücke geschoben und mit allen Verbindungsdetails fertiggestellt. Schließlich wurden die endgültige Verkehrsführung eingerichtet und die Provisorien zurückgebaut. Mitte Dezember 2007 wurde die neue Brücke für den Verkehr freigegeben. Restarbeiten wurden Anfang 2008 erledigt.
Bis zum vollständigen sechsstreifigen Ausbau des Autobahnabschnitts im Jahre 2010 wurde sie – wie die Autobahn – nur vierspurig befahren.

## Geschichte
Die erste Brücke an dieser Stelle wurde 1935/1936 im Zuge des Autobahnbaus der Strecke München–Ulm gebaut. Sie hatte zunächst nur einen Überbau für den zweistreifigen Verkehr, der am 26. April 1945 gesprengt wurde. Beim Wiederaufbau erhielt sie auch den zweiten, südlichen Überbau. 1982 wurde die Stahlbetonfahrbahnplatte abgebrochen und samt Abdichtung und Belag erneuert. Für den sechsstreifigen Ausbau der Autobahn war sie nicht breit genug und außerdem in so schlechtem Zustand, dass ein kompletter Neubau erforderlich wurde.